# Georges Valois
Pour les articles homonymes, voir Valois.
Georges Valois, de son vrai nom Alfred-Georges Gressent, né le 7 octobre 1878 dans le 14e arrondissement de Paris et mort le 18 février 1945 au camp de concentration de Bergen-Belsen, est un résistant et homme politique français. Recherchant une nouvelle forme d'organisation économique et sociale ainsi que la synthèse du national et du social, il a oscillé entre les radicalités de gauche et de droite.

## Biographie

### Origine et jeunesse
Issu d'une famille paysanne et ouvrière, Georges Valois naît le 7 octobre 1878 à Paris. Son père est un Normand venu s'installer à Montrouge pour exercer la profession de boucher. Il meurt cependant accidentellement peu après la naissance de son fils. Élevé par ses grands-parents, Georges Valois quitte l'école professionnelle Boulle à 15 ans et effectue deux ans plus tard un séjour de plusieurs mois à Singapour. Il milite d'abord dans des mouvements anarchistes et collabore au journal L'Humanité nouvelle en tant que secrétaire d'Augustin Hamon. Il devient le disciple de Georges Sorel, théoricien du syndicalisme révolutionnaire, dont il fait la connaissance en 1898.
Il accomplit en 1900 son service militaire grâce auquel il affirme avoir « repris contact avec le vrai peuple ». Il lit à la même période Maurice Barrès et Paul Bourget. En 1901, il se rend en Russie dans le district de Kovno, où il exerce pendant deux ans le métier de précepteur. De retour en France, en 1903, il travaille comme secrétaire chez Armand Colin. Il publie en 1906 L'homme qui vient, un ouvrage inspiré par la pensée de Pierre-Joseph Proudhon et de Friedrich Nietzsche.

### Adhésion à l'Action française et création du Cercle Proudhon
Georges Valois adhère à l'Action française à l'été 1906, il voit dans le mouvement de Charles Maurras une arme révolutionnaire contre le capitalisme. Il y suit les questions ouvrières, et devient avec Édouard Berth le maître d'œuvre du Cercle Proudhon, groupe de réflexion créé en 1911 auquel contribuent également Gilbert Maire et le jeune Henri Lagrange. Valois fait partie de ceux qui veulent mener jusqu'au bout la réflexion sociale ouverte au sein de l'Action française. Il est alors une des chevilles ouvrières de la Revue critique des idées et des livres, qui regroupe jusqu'à la Première Guerre mondiale la fine fleur des intellectuels maurrassiens.
Il prend en 1912 la direction de la Nouvelle Librairie nationale, maison d'édition de l'Action française.

### Participation à la Grande Guerre
Mobilisé en 1914, il sert comme chef de corps franc d'octobre 1914 à février 1916. Promu sous-lieutenant, il participe à la bataille de Verdun et est grièvement blessé en octobre 1916. Il rédige au cours de l'année 1917 Le cheval de Troie, où il théorise l'emploi du char d'assaut et de l'aviation pour mettre fin à la guerre de positions.
De 1923 à 1925, Valois dirige le mensuel Les Cahiers des États généraux. Le duc Jean de Guise, prétendant à la couronne de France de 1926 à 1940, fait appel à Valois, « ancien anarchiste converti au royalisme, qui avait rompu avec l'Action française en 1925 », pour servir de conseiller à son fils Henri, titré comte de Paris en juillet 1929.

### Création du Faisceau puis du Parti républicain syndicaliste

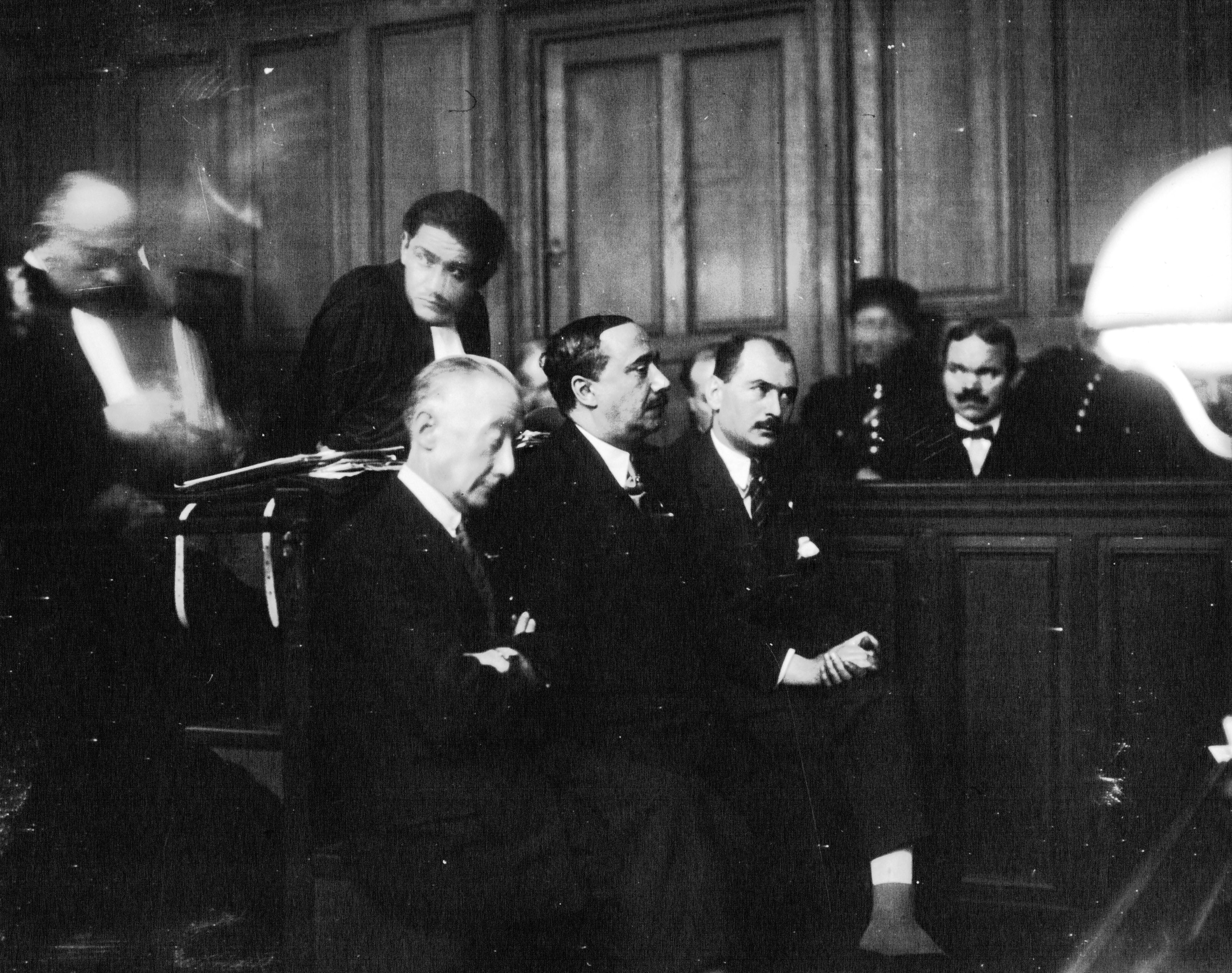
Maurice Langlois-Longueville, Georges Valois et Jacques Arthuys devant la XIe chambre correctionnelle (24 janvier 1927) à la suite d'une expédition du Faisceau contre les locaux de l'Action française le 14 novembre précédent.

Le 26 février 1925, Georges Valois crée le journal Le Nouveau Siècle, organe de presse destiné à mobiliser les anciens combattants. La même année, avec les capitaux de deux industriels, le parfumeur Francois Coty et le producteur de cognac Jean Hennessy, il crée avec l'économiste Jacques Arthuys un nouveau mouvement, le Faisceau, premier mouvement fasciste non italien. Le parti est fondé le 11 novembre 1925, salle Wagram, en présence de 4 000 personnes. Après la réunion, 300 légionnaires en chemise bleue se rendent sur la tombe du Soldat inconnu. Les éléments les plus combatifs de l'Action française sont attirés par la nouvelle organisation et rejoignent ses rangs : entre décembre 1925 et avril 1926, 1 800 membres de l'Action française démissionnent ainsi pour adhérer au Faisceau.
En 1926, Charles Maurras accuse Georges Valois de bénéficier de subsides de l'Italie fasciste en vue de provoquer une guerre avec la France. En représailles, le Faisceau organise le 14 novembre une expédition punitive dans les locaux de l'Action française, rue de Rome. Lors des violents affrontements, des coups de feu sont échangés entre fascistes et royalistes. Léon Daudet et les militants d'Action française parviennent alors à repousser les assaillants en blessant grièvement un membre du Faisceau.
Malgré l'adhésion de Hubert Lagardelle (venu de la gauche) ou de Marcel Bucard (futur fondateur du Parti franciste), le Faisceau disparaît en 1928 après de graves dissensions internes, tout comme son journal Le Nouveau Siècle.
Georges Valois crée le 10 juin 1928 le Parti républicain syndicaliste et dirige jusqu'en 1932 une revue intitulée Les Cahiers bleus. Il continue à diriger la Nouvelle Librairie nationale, renommée librairie Valois.

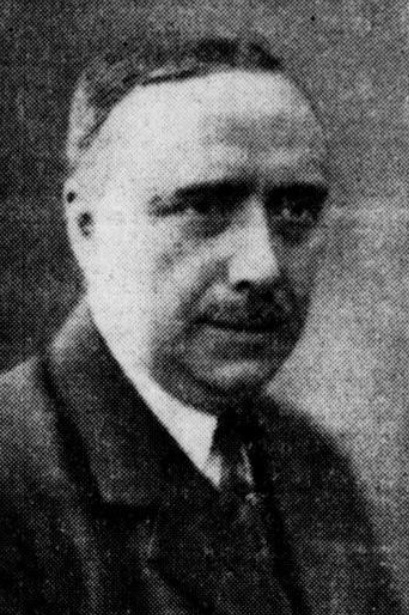
Georges Valois en 1929.

### Ralliement au distributionnisme et action dans la Résistance
À la suite de la crise économique des années 1930, il se rallie au distributionnisme (ou distributisme) et lance en 1934 le quotidien Nouvel Âge, qui circule dans les milieux que l'historiographie moderne appellera a posteriori les « non conformistes des années 1930 ». Il demande même en 1935 à adhérer à la SFIO mais, malgré le parrainage de Marceau Pivert, son adhésion est refusée. Il critique la politique du Front populaire et désapprouve les accords de Munich.
Après l'invasion de 1940, il se rend au Maroc, à Casablanca, où il crée un groupe clandestin et rédige Fin du bolchevisme. Arrêté en octobre 1940, il est transféré à Meknès, où il rédige L'homme devant l'éternel, puis à Clermont-Ferrand. Libéré en avril 1941, il s'installe à l'hôtel du Val d'Ardières aux Ardillats, dans la région lyonnaise. Il se consacre alors à la culture maraîchère mais rédige parallèlement des brochures clandestines pour la Résistance. De nouveau arrêté le 18 mai 1944 par la Gestapo, il est déporté au camp de concentration de Bergen-Belsen où il meurt du typhus le 18 février 1945.

## Distinctions
- Médaille de la Résistance française (29 novembre 1955)[15]

## Publications
- L'Homme qui vient, philosophie de l'autorité, 1906.
- La Monarchie et la Classe ouvrière, 1909 ; rééd. Ars Magna Éditions, préface de Stéphane Blanchonnet, 500 p., 2017.
- Les Cahiers du Cercle Proudhon, avec Édouard Berth, 1912 ; rééd. Avatar, préface d'Alain de Benoist, 2008 ; rééd. Kontre Kulture, préface de Pierre de Brague, 2014.
- Le Père. Philosophie de la Famille, 1913.
- Le Cheval de Troie, réflexions sur la philosophie et sur la conduite de la guerre, 1918.
- L'Économie nouvelle, 1919, prix Fabien de l'Académie française en 1920.
- La Révolution nationale : philosophie de la victoire, 1924 ; rééd. La Nouvelle Librairie, préface de Guillaume Travers, 196 p., 2019.
- La Religion de la laïcité : l'enseignement de la morale à l'école laïque, 1925.
- La Politique de la victoire, 1925.
- Le Fascisme, 1927 ; rééd. Ars Magna Éditions, 190 p., 2018.
- Basile ou la Politique de la calomnie, 1927.
- L'Homme contre l'argent : souvenirs de dix ans (1918-1928), 1928 ; rééd. Presses universitaires du Septentrion, 384 p., 2012.
- Un nouvel âge de l'humanité, 1929.
- Finances italiennes, 1930.
- Économique, 1931.
- Guerre ou Révolution, 1931.
- Journée d'Europe, 1932.
- Prométhée vainqueur ou Explication de la guerre, 1940.
- Fin du bolchevisme (1917-1941), 1941.
- L'Homme devant l'éternel (posthume), 1947.